# Saint-Cézaire-sur-Siagne
Saint-Cézaire-sur-Siagne est une commune française dans le département des Alpes-Maritimes en région Provence-Alpes-Côte d'Azur. Situé sur le rebord d'un plateau, dominant en à-pic les gorges de la Siagne, Saint-Cézaire-sur-Siagne est l'un des villages-belvédères typiques de la région. Célèbre notamment pour ses grottes  qui se trouvent à 2 km du village, Saint-Cézaire-sur-Siagne, qui fut autrefois fortifié, conserve de pittoresques ruelles. Ses habitants sont appelés les Saint-Cézariens.

## Géographie

### Localisation
Saint-Cézaire-sur-Siagne est une commune située à l’écart des grands axes, à mi-chemin entre les plages de la Côte d'Azur et les stations de ski des Alpes. Situé sur un plateau à 475 mètres d’altitude, le village est protégé des vents du nord par le demi-cercle des « Préalpes de Grasse » et jouit ainsi d’un climat tempéré exceptionnel.
À vol d'oiseau, Saint-Cézaire-sur-Siagne se situe à 10,5 km à l'ouest de Grasse, à 20,9 km au nord-ouest de Cannes et à 38,3 km à l'ouest de Nice.
Du centre du vieux village, la vue s’étend :
- au nord et à l’est : sur les barres des Alpes du Sud et les sommets des Préalpes de Grasse ;
- à l’ouest : sur le massif du Tanneron avec le lac de Saint-Cassien, et au-delà sur le massif de l'Esterel et le massif des Maures ;
- au sud : entre le Tanneron au pied duquel coule difficilement la Siagne et les collines des Préalpes de Grasse, sur la baie de Cannes où s’étalent les îles de Lérins, le golfe de la Napoule, la baie de baie de Saint-Tropez.

Le territoire de Saint-Cézaire-sur-Siagne est limité :
- au nord : par Escragnolles et Saint-Vallier-de-Thiey ;
- à l’est : par Spéracèdes et Le Tignet ;
- au sud et à l’ouest : par la Siagne et le massif de Tanneron, constituant la limite entre le département des Alpes-Maritimes et celui du Var.

### Géologie et relief
La superficie de la commune est de 3 002 hectares ; l'altitude varie entre 95 et 771 mètres.
Saint-Cézaire-sur-Siagne s’est implantée à l’extrémité ouest du département des Alpes-Maritimes. La commune est perchée sur un éperon qui, à l’ouest, domine la vallée encaissée de la Siagne, et vers l’est et le nord rejoint les collines délimitant son territoire.

### Sismicité
Commune située dans une zone de sismicité moyenne.

### Hydrographie et eaux souterraines
Cours d'eau sur la commune ou à son aval :
- Saint-Cézaire-sur-Siagne est perchée sur un balcon de falaises verticales, dominant le fleuve côtier la Siagne de plus de 300 mètres ;
- Vallons de Miron, de la Combe, des Gourgs ;
- Siagne de la Pare.

Saint-Cézaire-sur-Siagne dispose de la station d'épuration de Peymeinade d'une capacité de 20 000 équivalent-habitants.

### Climat
Pour des articles plus généraux, voir Climat de Provence-Alpes-Côte d'Azur et Climat des Alpes-Maritimes.
En 2010, le climat de la commune est de type climat méditerranéen franc, selon une étude du Centre national de la recherche scientifique s'appuyant sur une série de données couvrant la période 1971-2000. En 2020, Météo-France publie une typologie des climats de la France métropolitaine dans laquelle la commune est exposée à un climat méditerranéen et est dans la région climatique  Var, Alpes-Maritimes, caractérisée par une pluviométrie abondante en automne et en hiver (250 à 300 mm en automne), un très bon ensoleillement en été (fraction d’insolation > 75 %), un hiver doux (8 °C) et peu de brouillards. 
Pour la période 1971-2000, la température annuelle moyenne est de 13,3 °C, avec une amplitude thermique annuelle de 15,8 °C. Le cumul annuel moyen de précipitations est de 1 010 mm, avec 6 jours de précipitations en janvier et 2,7 jours en juillet. Pour la période 1991-2020, la température moyenne annuelle observée sur la station météorologique installée sur la commune est de 13,3 °C et le cumul annuel moyen de précipitations est de 970,5 mm. 
La température maximale relevée sur cette station est de 36,4 °C, atteinte le 28 juin 2019 ; la température minimale est de −8,1 °C, atteinte le 12 février 2010,,. 
| Mois                                  | jan.          | fév.          | mars          | avril         | mai           | juin          | jui.          | août          | sep.          | oct.          | nov.          | déc.          | année     |
| ------------------------------------- | ------------- | ------------- | ------------- | ------------- | ------------- | ------------- | ------------- | ------------- | ------------- | ------------- | ------------- | ------------- | --------- |
| Température minimale moyenne (°C)     | 2,2           | 2             | 4,2           | 7,2           | 9,9           | 13,9          | 16,5          | 16,4          | 13,1          | 9,8           | 5,9           | 3             | 8,7       |
| Température moyenne (°C)              | 6,1           | 6,3           | 8,8           | 12            | 14,8          | 19            | 22,1          | 22            | 18,3          | 14,2          | 9,8           | 6,8           | 13,3      |
| Température maximale moyenne (°C)     | 10            | 10,6          | 13,4          | 16,7          | 19,6          | 24,2          | 27,6          | 27,7          | 23,4          | 18,6          | 13,7          | 10,7          | 18        |
| Record de froid (°C) date du record   | −4,5 17.01.13 | −8,1 12.02.10 | −3,2 11.03.10 | −1,8 02.04.22 | 2,7 05.05.19  | 5,2 01.06.06  | 10,7 11.07.07 | 9,2 23.08.07  | 4,4 28.09.07  | 0,4 29.10.12  | −3,4 27.11.10 | −6,6 19.12.09 | −8,1 2010 |
| Record de chaleur (°C) date du record | 23,5 28.01.08 | 24,5 03.02.20 | 23,1 31.03.15 | 24,7 09.04.11 | 29,6 27.05.22 | 36,4 28.06.19 | 36,1 19.07.23 | 35,6 24.08.23 | 31,4 03.09.09 | 28,9 08.10.23 | 24,8 14.11.23 | 23 30.12.21   | 36,4 2019 |
| Précipitations (mm)                   | 75,4          | 75,2          | 80,3          | 81,4          | 77,4          | 62,7          | 23,7          | 27,3          | 65,4          | 127,2         | 161,1         | 113,4         | 970,5     |

| Diagramme climatique                                  |           |             |             |             |              |              |              |              |              |              |            |
| J                                                     | F         | M           | A           | M           | J            | J            | A            | S            | O            | N            | D          |
| 102,275,4                                             | 10,6275,2 | 13,44,280,3 | 16,77,281,4 | 19,69,977,4 | 24,213,962,7 | 27,616,523,7 | 27,716,427,3 | 23,413,165,4 | 18,69,8127,2 | 13,75,9161,1 | 10,73113,4 |
| Moyennes : • Temp. maxi et mini °C • Précipitation mm |           |             |             |             |              |              |              |              |              |              |            |

Les paramètres climatiques de la commune ont été estimés pour le milieu du siècle (2041-2070) selon différents scénarios d'émission de gaz à effet de serre à partir des nouvelles projections climatiques de référence DRIAS-2020. Ils sont consultables sur un site dédié publié par Météo-France en novembre 2022.

### Voies de communication et transports

#### Voies routières
Saint-Cézaire-sur-Siagne se situe à l'ouest de Grasse au confluent des routes départementales D5 (au nord, vers Saint-Vallier-de-Thiey), D13 (à l'est vers Grasse) et D105 (à l'ouest, vers la Siagne puis Mons et Callian).
Par la route, Saint-Cézaire-sur-Siagne est à 16 km de Grasse, 32 km de Cannes et 55 km de Nice.

#### Transports en commun
La gare ferroviaire la plus proche est la gare de Grasse et l'aéroport est l'aéroport de Nice-Côte d'Azur.
L'accès en bus se fait depuis Grasse, via la ligne B du syndicat mixte des transports "Sillages".

### Intercommunalité
Commune membre de la Communauté d'agglomération du Pays de Grasse.

## Urbanisme

### Typologie
Au 1er janvier 2024, Saint-Cézaire-sur-Siagne est catégorisée bourg rural, selon la nouvelle grille communale de densité à 7 niveaux définie par l'Insee en 2022.
Elle appartient à l'unité urbaine de Saint-Cézaire-sur-Siagne, une unité urbaine monocommunale constituant une ville isolée,. La commune est en outre hors attraction des villes,.

### Occupation des sols
L'occupation des sols de la commune, telle qu'elle ressort de la base de données européenne d’occupation biophysique des sols Corine Land Cover (CLC), est marquée par l'importance des forêts et milieux semi-naturels (75,6 % en 2018), en diminution par rapport à 1990 (78,2 %). La répartition détaillée en 2018 est la suivante : 
forêts (64,8 %), zones urbanisées (12,6 %), cultures permanentes (9,4 %), milieux à végétation arbustive et/ou herbacée (9,1 %), espaces ouverts, sans ou avec peu de végétation (1,6 %), espaces verts artificialisés, non agricoles (1,5 %), zones agricoles hétérogènes (0,9 %).
L'évolution de l’occupation des sols de la commune et de ses infrastructures peut être observée sur les différentes représentations cartographiques du territoire : la carte de Cassini (XVIIIe siècle), la carte d'état-major (1820-1866) et les cartes ou photos aériennes de l'IGN pour la période actuelle (1950 à aujourd'hui).

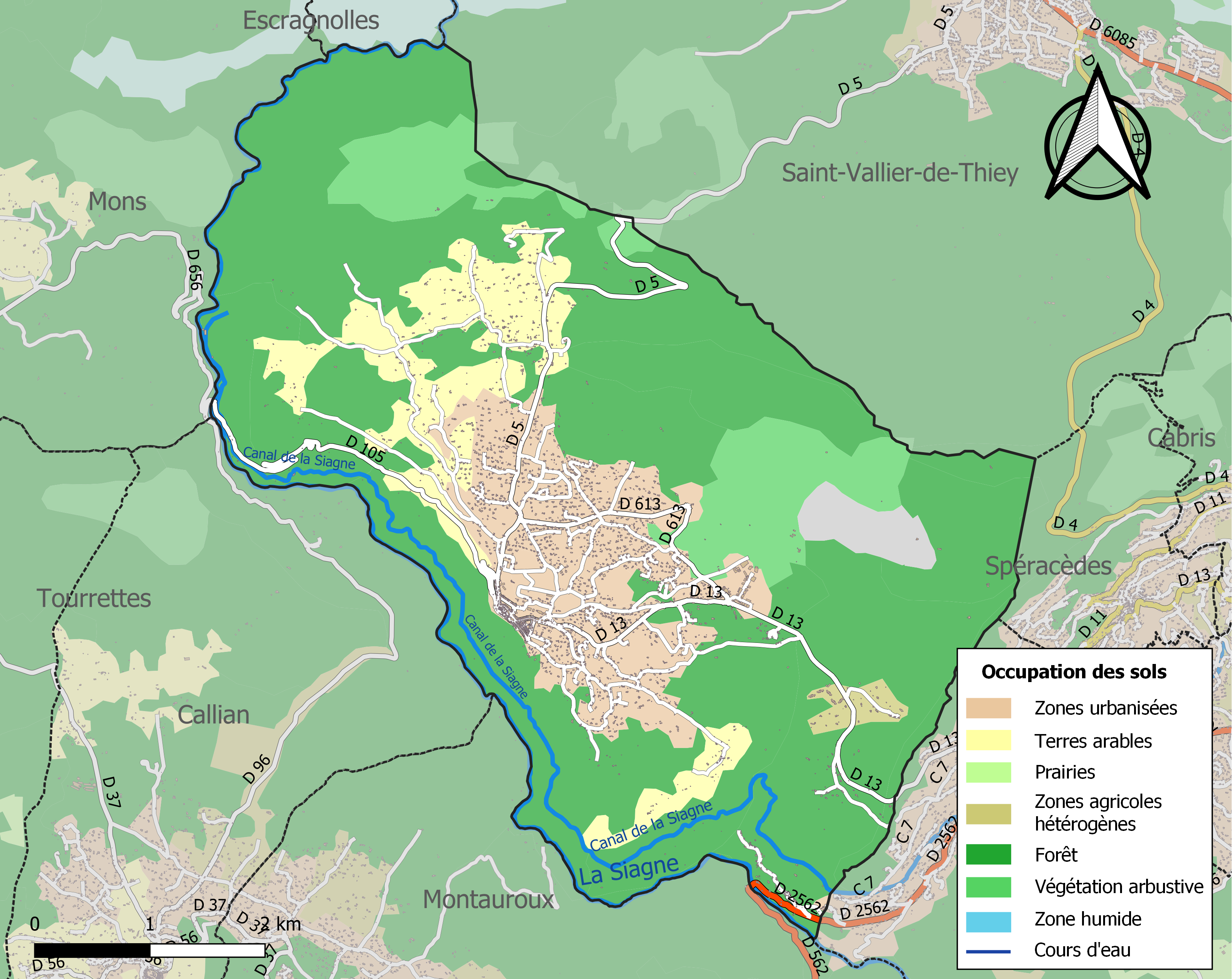
Carte de l'occupation des sols de la commune en 2018 (CLC).

### Morphologie urbaine
La commune, qui dispose d'un plan local d'urbanisme, est principalement composée de trois parties : le plateau à 500 mètres d'altitude où se situent les habitations et les activités, les collines entourant le plateau et culminant à 772 mètres au nord, enfin le site naturel des gorges de la Siagne constitué de falaises hautes de 300 mètres.

### Logement
En 2009, le nombre total de logements dans la commune était de 1 977, alors qu'il était de 1 680 en 1999.
Parmi ces logements, 73,5 % étaient des résidences principales, 20,5 % des résidences secondaires et 6,0 % des logements vacants. Ces logements étaient pour 84,7 % d'entre eux des maisons individuelles et pour 14,4 % des appartements.
La proportion des résidences principales, propriétés de leurs occupants était de 76,6 %, en hausse par rapport à 1999 (69,2 %).

## Toponymie
Des études locales faites par l’abbé Meyronnet montrent que le village était connu des Romains sous l'appellation Castrum Caesarii,. Ce sont ensuite les moines de l’abbaye de Lérins, propriétaires dès le IXe, qui modifièrent César en Césaire, à partir de l’homonymie et dans un souci d’harmonisation. Césaire, né vers 470 à Chalon-sur-Saône, était l’un des leurs, devenu évêque d’Arles en 500 et par la suite béatifié.

## Histoire

### Préhistoire
La découverte par Jean-Baptiste Bourguignat en 1866 d’outils (haches en pierre polie), d’ornements (bracelets et pendeloques en bronze et d’ossements humains) dans la grotte des Clapières dit aussi le Trou Camatte atteste l’existence d’habitants à Saint-Cézaire entre le Néolithique final et l'âge du bronze.
On compte plus d'un dizaine de dolmens sur le territoire de la commune. Ils sont constitués d’une chambre (cella) et d’un couloir d’accès toujours orienté vers l’ouest. Une dalle de couverture, maintenant disparue, recouvrait la chambre et un amoncellement de pierres, dont on voit encore les traces autour du dolmen, formait le tumulus. La plupart remontent au Néolithique et à l’âge du bronze, bien des traces de réoccupations de l'âge du fer ont été identifiées, notamment au Dolmen du Prignon, au Dolmen des Puades et au Dolmen de Lou Serre Dinguille.
Sur la commune, on trouve également des sépultures mégalithiques, généralement circulaire, formée au moins en partie de gros blocs assemblés, que l'on nomme « tombes en blocs ».
Certaines de ces tombes présentent des caractéristiques proches de celles des dolmens (tombe de Clauds ou Sargier, tombe en blocs de Mauvans sud,  tombe en blocs du Prignon).
Au nord de la commune, on trouve les restes de plusieurs enceintes, appelées également oppidums ou castellaras, constitués de murs plus ou moins grossiers en pierre dont le rôle était certainement de servir de refuge pour les hommes et les animaux. Des camps aux enceintes elliptiques subsistent. La plupart de ces structures sont difficilement datables en l'absence de fouilles ou de découvertes : 
- l'enceinte des Mauvans ne semble pas occupé avant la fin de l'âge du fer mais celle-ci se perpétue jusqu'à la fin de l'Antiquité tardive ;
- le camp long est un des rares à avoir fourni des vestiges incontestables d'une occupation au Ve siècle av. J.-C.[29]
- la capelle n'est pas datée.

### Antiquité
D'après une tradition locale et non fondée, en 49 av. J.-C., Jules César aurait établi un poste d’observation à l'emplacement du village de Saint-Cézaire ainsi qu’une enceinte fortifiée et des granges à blé pour ravitailler troupes et populations. De cette époque daterait le pont des Gabres ou des Tuves.
Datant de la période romaine, ont été découverts des tombes, urnes, statuettes, débris de poteries, meules, pièces de monnaie, débris de canalisations et surtout un sarcophage trouvé dans un vallon au début du Ve siècle et qui, après avoir servi d’abreuvoir, est actuellement exposé dans la chapelle du cimetière, édifice roman du XIIe siècle.

### Moyen Âge

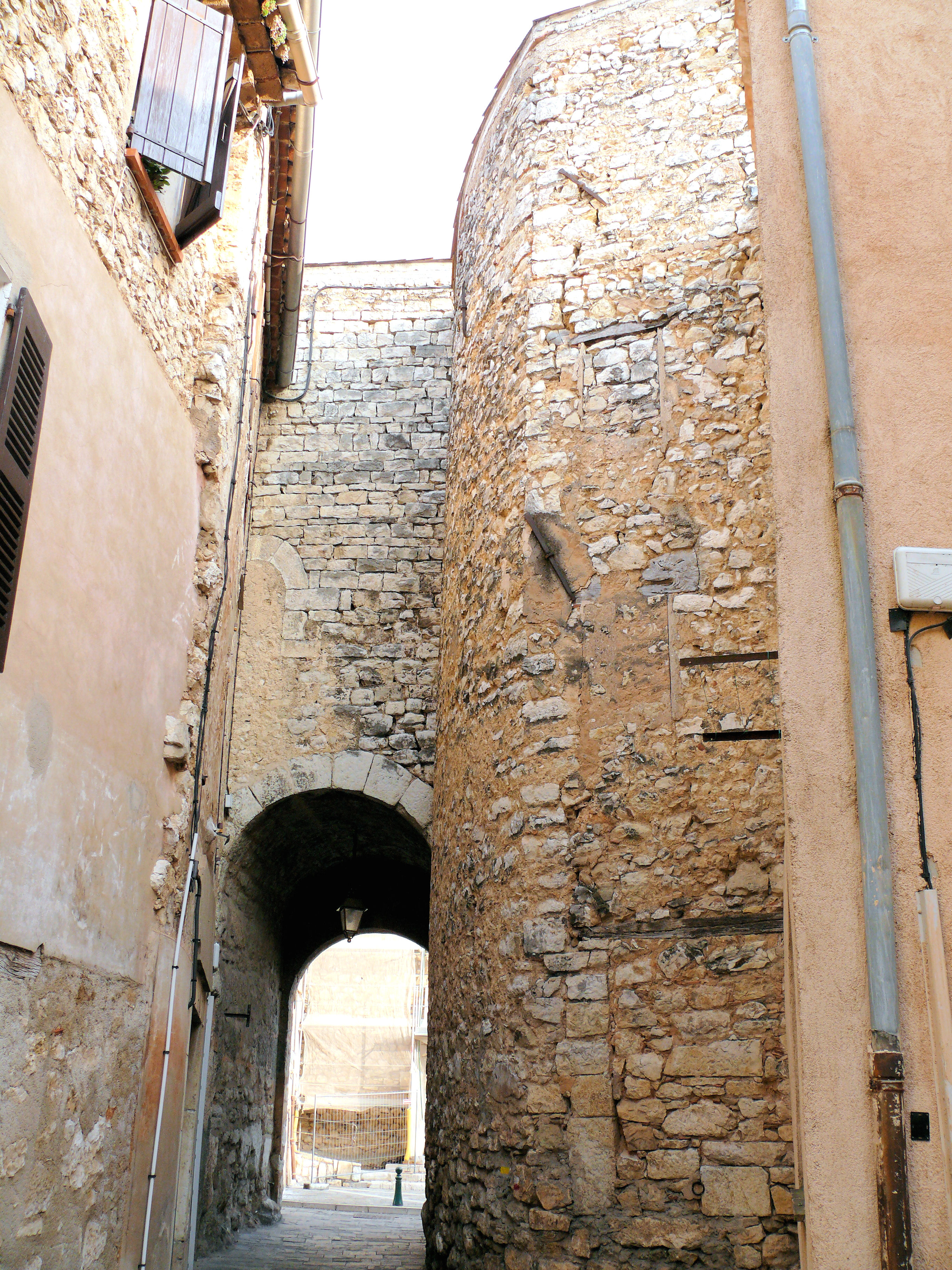
Une ancienne porte de la ville.

Césaire fut abbé à Saint-Honorat avant d’être promu archevêque d’Arles au VIe siècle. Au IXe siècle, les moines de Lérins acquièrent les terres du village qui prend alors son nom définitif. Organisés en prieuré, ils poursuivent l’action des Romains : la culture, l’éducation, et les soins portés à la population. La chapelle Notre-Dame de Sardaigne, construite sans doute sur les restes d’une ancienne abbaye devient l’église du village.
Au XIIe siècle, Bérengarius de Sancti Césari, premier seigneur du village reconnaît le consulat de la ville de Grasse. Se succéderont les familles d’Esclapon puis de Villeneuve et de Grasse.
Au début du XIVe siècle, devant la menace des bandes armées, les habitants dispersés dans les hameaux préférèrent se replier sur le village en une véritable agglomération fortifiée. De cette époque, nous pouvons encore contempler les puits de la Vierge.
La mort de la reine Jeanne Ire ouvre une crise de succession à la tête du comté de Provence, les villes de l’Union d'Aix (1382-1387) soutenant Charles de Duras contre Louis Ier d'Anjou. Puis, Aix se soumet en octobre 1387, ce qui précipite le ralliement des carlistes, dont le seigneur de Saint-Cézaire, Romée de Villeneuve. Il obtient un « chapitre de paix » de Marie de Châtillon le 2 janvier 1388 et prête hommage à Louis II d'Anjou, âgé de dix ans.

### Temps modernes

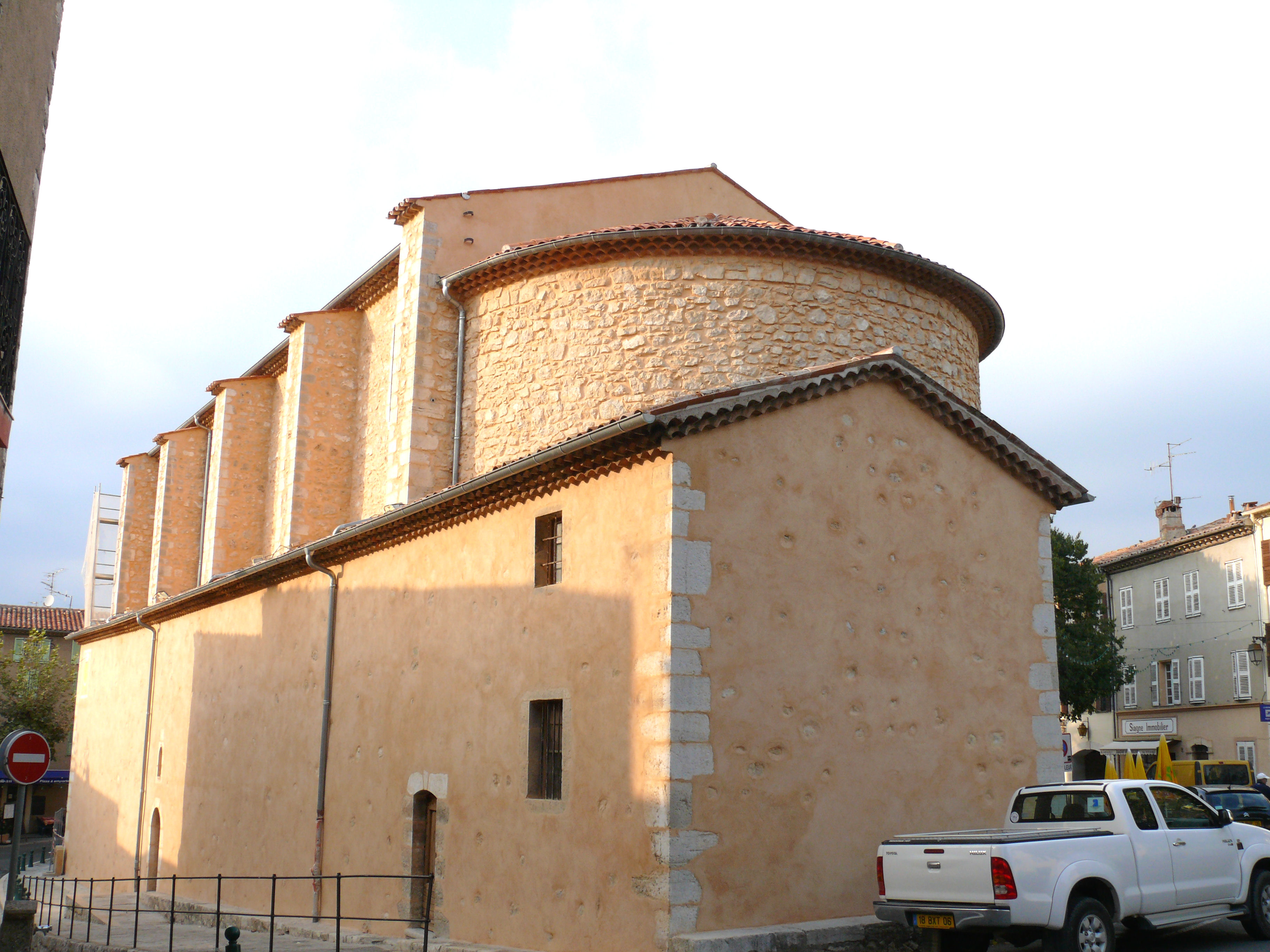
L'église Saint-Cézaire.

Au XVIe siècle, l’économie est florissante, la population augmente (plus de 500 habitants), on construit hors les murs du village médiéval. Les moulins sur la Siagne sont très actifs : blé, huile d’olive.
Le noyau actuel a conservé sa physionomie féodale. Pendant deux siècles, 500 habitants vécurent ainsi repliés avec leurs bêtes et leurs récoltes (88 maisons). De ce fait, ils s’épargnèrent les grands fléaux de l’époque : les guerres et la peste.
Au début du XVIIe siècle, fut bâti sur plan au sud-est un nouveau quartier qui relia le centre au hameau de l’église paroissiale.
Cent ans plus tard fut érigée une nouvelle église pour remplacer l’édifice roman dévolu aux Pénitents.
La seigneurie de Saint-Cézaire qui appartenait en 1412 aux Villeneuve-Flayosc fut partagée en 1569 avec la famille de Grasse, seigneurs de Briançon jusqu’à ce qu’en 1718, leurs descendants vendent leurs parts au Grassois Antoine Cresp qui ajoute alors à son nom celui de la seigneurie formant les Cresp de Saint-Cézaire.
Lorsque la famille de Cresp de Saint-Cézaire s’éteint en 1819, le château est vendu à la commune, qui y installe l'hôtel de ville.
Des troupes de tous ordres, alliées ou ennemies, y logèrent sans trop de dégâts.
Au milieu du XVIIIe siècle, la population dépasse le millier d’habitants et le cheptel compte plus de 2 000 moutons (des battues sont organisées contre les loups). Les hameaux se sont reconstitués : certains comprennent une soixantaine d’habitants.

### Époque contemporaine
En 1835, la commune compte deux moulins à papier, plusieurs moulins à farine et à huile (l’olivier constituant la principale ressource), des scieries, une carrière de marbre, une tuilerie. Elle avait également entrepris l’élevage du ver à soie.
Ancienne commune du Var, Saint-Cézaire fut rattachée aux Alpes-Maritimes en 1860.
En 1868, le maire préside à la construction du canal de la Siagne, apportant ainsi l'eau courante à la commune. Sont ensuite construits la fontaine aux Mulets et les lavoirs, puis l'usine électrique de la Siagne en 1905. Les conditions de vie des habitants changent alors très vite, mais le village garde toutefois le charme de son passé rural.
Saint-Cézaire atteint 1 500 habitants en 1885 grâce à l’immigration de montagnards. Les ressources essentielles étaient encore liées à l’agriculture : blé, vigne mais surtout l’olivier : 40 000 oliviers produisaient 100 tonnes d’huile d’olive par an.
Le début du XXe siècle connaît le développement du réseau routier ainsi que d’importantes réalisations. 
C’est dans les années 1930 que l’économie locale régresse : la culture des céréales est abandonnée, la cueillette des olives diminue, ainsi que celle du raisin. La population décroît, il n’y a plus que 800 habitants en 1940. Il faut se tourner vers d’autres activités.
Or, un jour par hasard, un cultivateur découvre une grotte qu’il aménage pendant plusieurs années et la fait visiter… On aménage un belvédère sur l’emplacement des « greniers de César » afin d’admirer la vallée de la Siagne. Les chapelles sont restaurées. Les résidences secondaires investissent les anciennes terres agricoles. L’hôtellerie confortée, artistes et écrivains font des séjours à Saint-Cézaire ou s’y installent. L’aventure touristique commençait…

## Politique et administration

### Tendances politiques et résultats
- Élection présidentielle de 2007[34] : 65,07 % pour Nicolas Sarkozy (UMP), 34,93 % pour Ségolène Royal (PS), 86,35 % de participation.
- Élections législatives de 2007[35] : 59,63 % pour Michèle Tabarot (UMP), 40,79 % pour André Aschieri (Les Verts), 65,65 % de participation.

### Administration municipale
Lors des dernières élections municipales de 2008, le nombre d'habitants étant compris entre 2 500 et 3 499, le conseil municipal compte 23 membres.

### Liste des maires
Depuis 1935, seuls cinq maires se sont succédé à Saint-Cézaire-sur-Siagne :
| Période      | Période      | Identité         | Étiquette | Qualité |
| ------------ | ------------ | ---------------- | --------- | --- |
| 1935         | 1971         | François Laugier | SFIO      | Minotier Conseiller d'arrondissement (1934 → 1940) Conseiller général de Saint-Vallier-de-Thiey (1945 → 1961) |
| 1971         | 1985         | Marcel Andréïs   |           | |
| juillet 1985 | mars 2014    | Maxime Coullet   | DVD       | Principal de collège retraité, maire honoraire Conseiller général de Saint-Vallier-de-Thiey (1992 → 2011) Vice-président du conseil général Président de la CC des Terres de Siagne (2009 → 2013) Élu à la suite d'une élection municipale partielle |
| mars 2014    | juillet 2020 | Claude Blanc     | DVD       | Cadre supérieur Vice-président de la CA du Pays de Grasse (2014 → 2020) |
| juillet 2020 | En cours     | Christian Zedet  | SE        | Cadre de la fonction publique Vice-président de la CA du Pays de Grasse (2020 → ) |

### Budget et fiscalité 2019

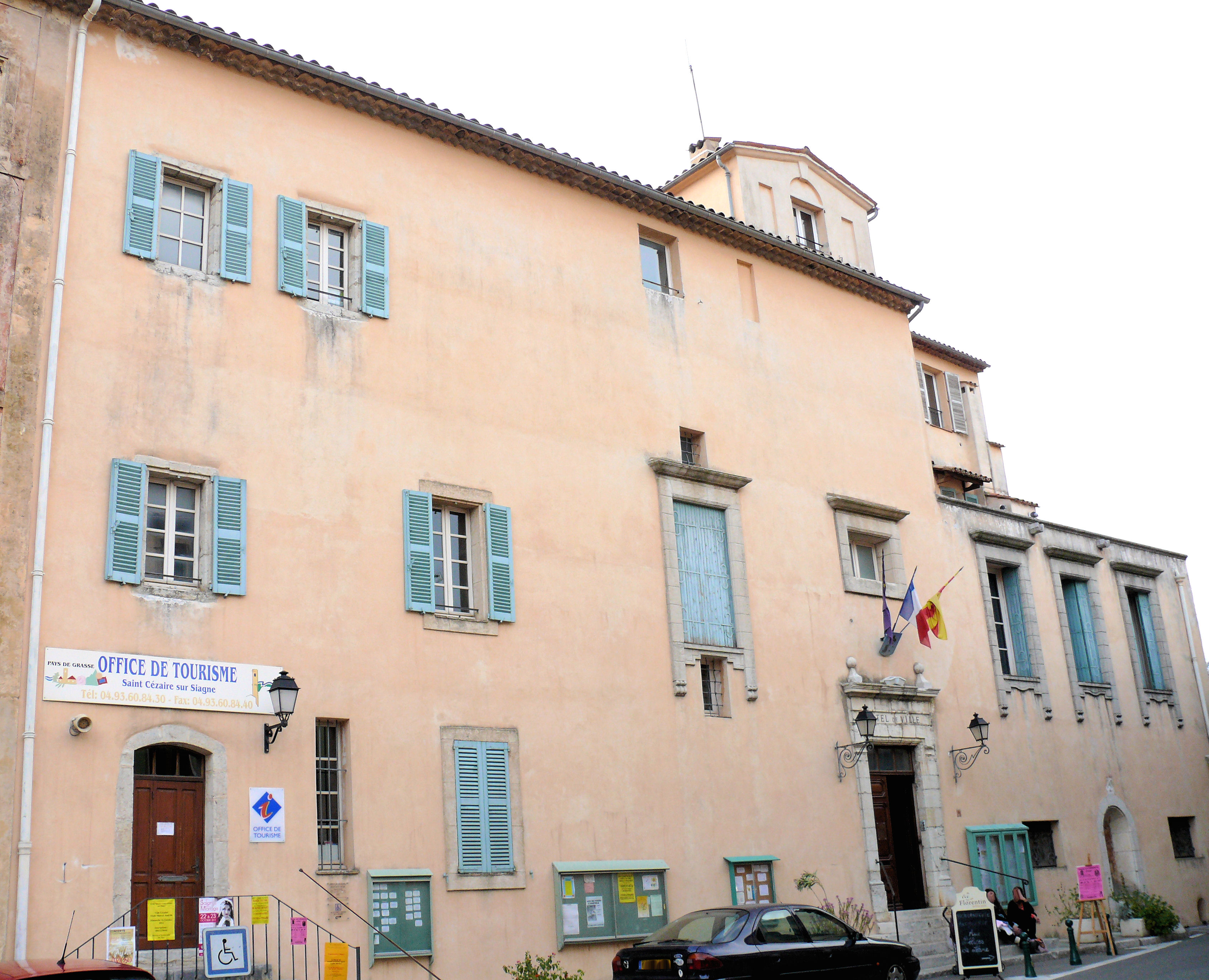
L'hôtel de ville.

En 2019, le budget de la commune était constitué ainsi :
- total des produits de fonctionnement : 3 235 000 €, soit 809 € par habitant ;
- total des charges de fonctionnement : 2 765 000 €, soit 682 € par habitant ;
- total des ressources d'investissement : 1 277 000 €, soit 319 € par habitant ;
- total des emplois d'investissement : 1 209 000 €, soit 302 € par habitant ;
- endettement : 1 900 000 €, soit 475 € par habitant.

Avec les taux de fiscalité suivants :
- taxe d'habitation : 11,37 % ;
- taxe foncière sur les propriétés bâties : 12,87 % ;
- taxe foncière sur les propriétés non bâties : 29,25 % ;
- taxe additionnelle à la taxe foncière sur les propriétés non bâties : 0,00 % ;
- cotisation foncière des entreprises : 0,00 %.

### Revenus de la population et fiscalité
En 2010, le revenu fiscal médian par ménage était de 34 658 €, ce qui plaçait Saint-Cézaire-sur-Siagne au 6 958e rang parmi les 31 525 communes de plus de 39 ménages en métropole
Chiffres clés Revenus et pauvreté des ménages en 2017 : médiane en 2017 du revenu disponible, par unité de consommation : 23 470 €.

### Instances judiciaires et administratives
Saint-Cézaire-sur-Siagne relève du tribunal d'instance de Grasse, du tribunal de grande instance de Grasse, de la cour d'appel d'Aix-en-Provence, du tribunal pour enfants de Grasse, du conseil de prud'hommes de Grasse, du tribunal de commerce de Grasse, du tribunal administratif de Nice et de la cour administrative d'appel de Marseille.

### Jumelages
Au 29 avril 2011, Saint-Cézaire-sur-Siagne n'est jumelée avec aucune commune.

## Population et société

### Démographie

#### Évolution démographique
L'évolution du nombre d'habitants est connue à travers les recensements de la population effectués dans la commune depuis 1793. Pour les communes de moins de 10 000 habitants, une enquête de recensement portant sur toute la population est réalisée tous les cinq ans, les populations de référence des années intermédiaires étant quant à elles estimées par interpolation ou extrapolation. Pour la commune, le premier recensement exhaustif entrant dans le cadre du nouveau dispositif a été réalisé en 2004.

En 2022, la commune comptait 3 971 habitants, en évolution de +1,48 % par rapport à 2016 (Alpes-Maritimes : +2,85 %, France hors Mayotte : +2,11 %).
| 1793  | 1800  | 1806  | 1821  | 1831  | 1836  | 1841  | 1846  | 1851  |
| ----- | ----- | ----- | ----- | ----- | ----- | ----- | ----- | ----- |
| 1 099 | 1 006 | 1 086 | 1 332 | 1 216 | 1 318 | 1 098 | 1 278 | 1 486 |

| 1856  | 1861  | 1866  | 1872  | 1876  | 1881  | 1886  | 1891  | 1896  |
| ----- | ----- | ----- | ----- | ----- | ----- | ----- | ----- | ----- |
| 1 461 | 1 417 | 1 414 | 1 399 | 1 319 | 1 296 | 1 227 | 1 256 | 1 208 |

| 1901  | 1906  | 1911  | 1921 | 1926 | 1931 | 1936 | 1946 | 1954 |
| ----- | ----- | ----- | ---- | ---- | ---- | ---- | ---- | ---- |
| 1 207 | 1 240 | 1 043 | 754  | 680  | 830  | 689  | 669  | 677  |

| 1962 | 1968 | 1975  | 1982  | 1990  | 1999  | 2004  | 2006  | 2009  |
| ---- | ---- | ----- | ----- | ----- | ----- | ----- | ----- | ----- |
| 715  | 809  | 1 046 | 1 578 | 2 182 | 2 840 | 3 285 | 3 420 | 3 652 |

| 2014  | 2019  | 2022  | - | - | - | - | - | - |
| ----- | ----- | ----- | - | - | - | - | - | - |
| 3 930 | 3 903 | 3 971 | - | - | - | - | - | - |

#### Pyramide des âges
La population de la commune est relativement âgée. Le taux de personnes d'un âge supérieur à 60 ans (23,3 %) est en effet supérieur au taux national (21,6 %) tout en étant toutefois inférieur au taux départemental (27,3 %).
À l'instar des répartitions nationale et départementale, la population féminine de la commune est supérieure à la population masculine. Le taux (50,1 %) est du même ordre de grandeur que le taux national (51,6 %).
La répartition de la population de la commune par tranches d'âge est, en 2007, la suivante :
- 49,9 % d’hommes (0 à 14 ans = 21,4 %, 15 à 29 ans = 15,6 %, 30 à 44 ans = 19,9 %, 45 à 59 ans = 20,8 %, plus de 60 ans = 22,3 %) ;
- 50,1 % de femmes (0 à 14 ans = 19,2 %, 15 à 29 ans = 13,5 %, 30 à 44 ans = 20,5 %, 45 à 59 ans = 22,5 %, plus de 60 ans = 24,3 %).

| Hommes | Classe d’âge | Femmes |
| ------ | ------------ | ------ |
| 0,2    | 90 ans ou +  | 0,9    |
| 7,0    | 75 à 89 ans  | 8,1    |
| 15,1   | 60 à 74 ans  | 15,3   |
| 20,8   | 45 à 59 ans  | 22,5   |
| 19,9   | 30 à 44 ans  | 20,5   |
| 15,6   | 15 à 29 ans  | 13,5   |
| 21,4   | 0 à 14 ans   | 19,2   |

| Hommes | Classe d’âge | Femmes |
| ------ | ------------ | ------ |
| 0,6    | 90 ans ou +  | 1,7    |
| 8,3    | 75 à 89 ans  | 12,1   |
| 15,3   | 60 à 74 ans  | 16,3   |
| 19,9   | 45 à 59 ans  | 19,6   |
| 20,4   | 30 à 44 ans  | 19,7   |
| 18,0   | 15 à 29 ans  | 15,6   |
| 17,5   | 0 à 14 ans   | 14,9   |

### Enseignement
Saint-Cézaire-sur-Siagne est située dans l'académie de Nice.
La ville administre une école maternelle et une école élémentaire au sein de l'« école primaire publique Saint-Cézaire ».

### Manifestations culturelles et festivités
En mai 2011, se déroulera la première édition du « Festival du conte en Terres de Siagne ».
Début juillet, depuis 2000, les « Rencontres des lauréats de conservatoires » sont la manifestation phare de la vie culturelle du village.
Depuis 2008, l'association « Saint-Cézaire jazz festival » organise chaque année en août un festival de jazz autour d'un master class, le Festi-Jazz.
Chaque année, le premier week-end après la rentrée scolaire, il y a la fête foraine, prenant place dans le parking principal du village, suivie de feux d'artifice le samedi soir.

### Santé
Deux médecins généralistes sont installés à Saint-Cézaire. L'hôpital le plus proche est le centre hospitalier de Grasse.

### Sports
Les clubs sportifs sont nombreux à Saint-Cézaire : athlétisme (Sow-Sport), danse-country, club vélo santé et cyclotourisme, équitation, football, forme et combat, gymnastique douce, judo, karaté Do, karaté self-défense, Qi Gong, randonnées pédestres, tennis, tir à l'arc, yoga.

### Cultes
Les Saint-Cézariens disposent de plusieurs lieux de culte catholique : l'église paroissiale Saint-Cézaire, la chapelle Saint-Saturnin au sud, la chapelle Saint Ferréol au pied du rocher de son castellaras et la chapelle Notre-Dame de Sardaigne. Saint Joel est notamment réputé pour avoir exorcisé un paysan du nom d'Alexandre. Ces lieux dépendent de la paroisse Sainte-Marie-des-Sources de Saint-Auban, l'une des six paroisses du doyenné du Pays de Grasse, au sein du diocèse de Nice.

## Économie

### Emploi
En 2009, la population âgée de 15 à 64 ans s'élevait à 2 317 personnes, parmi lesquelles on comptait 72,2 % d'actifs dont 65,0 % ayant un emploi et 7,2 % de chômeurs.
On comptait 863 emplois dans la zone d'emploi, contre 442 en 1999. Le nombre d'actifs ayant un emploi résidant dans la zone d'emploi étant de 1 528, l'indicateur de concentration d'emploi est de 56,5 %, ce qui signifie que la zone d'emploi offre un emploi pour deux habitants actifs.

### Tourisme
- Gîtes et chambres d'hôtes[54].

### Entreprises et commerces
Au 31 décembre 2010, Saint-Cézaire-sur-Siagne comptait 369 établissements : 24 dans l’agriculture-sylviculture-pêche, 23 dans l'industrie, 82 dans la construction, 210 dans le commerce-transports-services divers et 30 étaient relatifs au secteur administratif.
En 2011, 60 entreprises ont été créées à Saint-Cézaire-sur-Siagne, dont 46 par des autoentrepreneurs.
Plusieurs entreprises spécialisées dans les parfums sont installées à Saint-Cézaire. En particulier :
- La société d'arômes alimentaires Aromatech créée en 1987 est l’un des principaux acteurs de l’industrie des arômes alimentaires et la première société française à proposer une gamme complète d’arômes certifiés biologiques[58] ;
- La société Club Parfum, créée en 1999 et installée à Saint-Cézaire en septembre 2008[59] ;
- La société Diffusions aromatiques, créée le 1er septembre 2002[60] ;
- La société française d'aromatiques Romani (SFA) créée en 1963[61].

## Culture locale et patrimoine

### Lieux et monuments

#### Les grottes
Nées il y a six millions d'années, les grottes de Saint-Cézaire s'enfoncent à près de 40 mètres sous terre pour la partie aménagée sur un parcours d'environ 200 mètres. Leurs principales caractéristiques sont un concrétionnement important et la présence d’oxyde de fer (couleur rouge).
- La grotte du Guano, sur www.chroniques-souterraines.fr/
- Cavités souterraines

#### Les mégalithes
L'ensemble du site mégalithique a été découvert en 1866 par Jean-Baptiste Bourguignat. On y répertorie huit dolmens dont les plus remarquables :
- le dolmen de Lou Serre Dinguille[62], le dolmen de la Graou[63] classés au titre des monuments historiques, dès 1889,
- le dolmen de Mauvans Sud[64] et la tombe en blocs de Mauvans Sud[65], le dolmen de Colbas 1[66], le dolmen des Puades[67] inscrits sur l'inventaire supplémentaire des monuments historiques le 26 avril 1989.

Les trois autres sont les dolmens Collebasse, Le Prignon, Les Bernards
| Monument                                            | Adresse | Coordonnées                      | Notice         | Protection  | Date | Illustration                                       |
| --------------------------------------------------- | ------- | -------------------------------- | -------------- | ----------- | ---- | -------------------------------------------------- |
| Dolmen de la Graou                                  |         | 43° 39′ 05″ nord, 6° 48′ 58″ est | « PA00080832 » | Classement  | 1889 | Dolmen de la Graou                                 |
| Dolmen de Lou Serre Dinguille                       |         | à géolocaliser                   | « PA00080833 » | Classement  | 1889 | Dolmen de Lou Serre Dinguille                      |
| Dolmen de Colbas 1                                  |         | à géolocaliser                   | « PA00080946 » | Inscription | 1989 | Dolmen de Colbas 1                                 |
| Dolmen des Puades                                   |         | à géolocaliser                   | « PA00080945 » | Inscription | 1989 | Dolmen des Puades                                  |
| Dolmen de Mauvans Sud Tombe en blocs de Mauvans Sud |         | à géolocaliser                   | « PA00080947 » | Inscription | 1989 | Dolmen de Mauvans SudTombe en blocs de Mauvans Sud |

#### Les monuments religieux
- La chapelle Notre-Dame-de-Sardaigne de Saint-Cézaire-sur-Siagne, au cimetière du XIIe siècle, inscrite à l'inventaire des monuments historiques depuis le 9 décembre 1939[69].

| Monument                         | Adresse | Coordonnées                      | Notice         | Protection  | Date | Illustration                     |
| -------------------------------- | ------- | -------------------------------- | -------------- | ----------- | ---- | -------------------------------- |
| Chapelle Notre-Dame-de-Sardaigne |         | 43° 38′ 52″ nord, 6° 47′ 41″ est | « PA00080831 » | Inscription | 1939 | Chapelle Notre-Dame-de-Sardaigne |

Construite à la fin du XIIe siècle, ce fut l'église paroissiale jusqu'en 1720. La nef unique, voûtée en berceau brisé, est divisée en trois travées et se termine par une abside en cul de four. La façade a été modifiée au XIXe siècle par la mise en place du portail actuel. L'intérieur est riche, notamment deux bustes reliquaires du XVIIe siècle (celui de saint Césaire et celui de sainte Victoire) et un sarcophage du IVe siècle découvert au début du XIXe siècle dans le quartier des vallons. La traduction de l'inscription permet de savoir que ce sarcophage contenait les cendres de Marcus Octavius Népos qui mourut le jour de ses 18 ans au moment où il allait entrer dans une école militaire. Son père Marcus Octavius Valérianus et sa mère Julia Sempronia dans leur malheur ont élevé ce monument, qui fut utilisé comme abreuvoir après sa découverte.
- L'église Saint-Cézaire, construite entre 1714 et 1722. Son abside est semi-circulaire et son clocher carré ; à l'intérieur, de jolis retables.
- La chapelle Saint-Saturnin, hameau des Veyans[71].
- La chapelle Notre-Dame de Sardaigne[72].
- La chapelle Saint-Ferréol[73].
- Monument aux morts[74].

#### Les autres monuments
- Plaque funéraire (ossuaire)[75].
- Le pont des Gabres ou des Tuves.
- La mairie, installée dans l'ancien château du XIVe siècle[76] et souvent remaniée.
- La fontaine aux Mulets, le lavoir[77].
- Les puits de la Vierge ou puits d'Amon. Ces puits creusés autour d'une source importante ont alimenté le village en eau potable jusqu'en 1870.

### Héraldique
| Blason de Saint-Cézaire-sur-Siagne | Blason  | D’azur aux deux lettres S et C capitales d’or surmontées d’une fleur de lys du même. |
| Blason de Saint-Cézaire-sur-Siagne | Détails | Le statut officiel du blason reste à déterminer.                                     |

## Personnalités liées à la commune
- Antoine Cresp (1731-1782), né dans la commune, capitaine de vaisseau qui s'est illustré lors de la guerre d'indépendance des États-Unis.
- Fortuné Maure (1796-1880), dit le docteur Maure, maire de Saint-Cézaire, député du Var[79].
- Bicou Montana (1898-1977), acteur et compositeur canadien, a vécu pendant dix années à Saint-Cézaire.
- Igor Markevitch (1912-1983), chef d'orchestre et compositeur, a vécu à Saint-Cézaire où il est inhumé[80].
- Marguerite Burnat-Provins (1872-1952), écrivaine, peintre, illustratrice, a vécu à Grasse à partir de 1923 ; elle est inhumée à Saint-Cézaire[81].
- Jean Lartéguy (1920-2011), écrivain, a vécu dans la commune.
- Jacques Courtens (1926-1988), artiste peintre, mort à Grasse et inhumé à Saint-Cézaire.
- Valenti Novich (1930-1968), défenseur des droits animaux, a lutté contre la maltraitance des brebis au milieu du XXe siècle.